# Gabriel-Narcisse Rupalley
Gabriel-Narcisse Rupalley, né le 22 mars 1746 à Bayeux où il est mort le 8 mars 1799, est un artiste peintre français.

## Biographie
Fils de Joachim Rupalley dont il a probablement été l’élève, il alla ensuite étudier à Rouen à l’école gratuite de Descamps.
Sa fille ainée, Angélique-Marie-Gabrielle (1708-1870), a cultivé la peinture et la miniature et a exécuté une copie du portrait de son grand-père. Son fils, Gabriel-Brutus a laissé des miniatures, des pastels et des dessins.
Il est fort probable que quelques-uns des tableaux de Joachim Rupalley sont attribués à tort à son fils Gabriel-Narcisse et réciproquement.
De retour à Bayeux, Rupalley s’efforça d’y encourager, dès 1797, la formation d’un musée, et ses efforts n’ayant obtenu aucun résultat, en mourut de dépit et de chagrin.

## Œuvres
- Portrait de Joseph Dominique de Cheylus, Évêque de Bауeuх, Musée d'Art et d'Histoire Baron-Gérard de Bayeux
- Portrait de Génas Duhomme, Musée d'Art et d'Histoire Baron-Gérard de Bayeux